# 小行星5827
小行星5827（英語：5827 Letunov）是一颗围绕太阳公转的小行星。1990年11月15日，柳德米拉·切爾尼赫在克里米亚发现了此天体。
这颗小行星的绝对星等为283.95160等。